# National Basketball League of Canada 2019-2020
La stagione NBL Canada 2019-2020 fu la nona della National Basketball League of Canada. Parteciparono 8 squadre divise in due gironi. Rispetto alla stagione precedente i Cape Breton Highlanders e i Saint John Riptide presero un anno di pausa, non partecipando al campionato.
La stagione fu sospesa l'11 marzo 2020 a seguito della pandemia da COVID-19 e non venne ripresa.

## Squadre partecipanti
- Halifax Hurricanes
- Island Storm
- KW Titans
- London Lightning
- Moncton Magic
- St. John's Edge
- Sudbury Five
- Windsor Express

## Classifiche

### Atlantic division
| Squadra            | V  | P  | PCT  | GB   |
| ------------------ | -- | -- | ---- | ---- |
| Moncton Magic      | 19 | 4  | 82,6 | -    |
| St. John's Edge    | 11 | 9  | 55,0 | 6,5  |
| Halifax Hurricanes | 8  | 16 | 33,3 | 11,5 |
| Island Storm       | 6  | 17 | 26,1 | 13   |

### Central division
| Squadra                   | V  | P  | PCT  | GB  |
| ------------------------- | -- | -- | ---- | --- |
| London Lightning          | 15 | 9  | 62,5 | -   |
| Sudbury Five              | 13 | 10 | 56,5 | 1,5 |
| Windsor Express           | 11 | 11 | 50,0 | 3   |
| Kitchener-Waterloo Titans | 9  | 16 | 36,0 | 6,5 |

## Vincitore
| Campione NBL Canada 2020 |
| ------------------------ |
| non assegnato            |